# 熱砂の恋/アヴァンチュール・サマー
『熱砂の恋/アヴァンチュール・サマー』（Life Under Water）は1989年のアメリカのテレビ映画。劇場未公開作品。
キアヌ・リーブス、サラ・ジェシカ・パーカー主演。家出した青年と、彼を助けた姉妹との三角関係を描くラブロマンス。

## リリース
- 日本ではビデオが1995年8月22日、ブロードウェイから発売された[1]。
- ビデオが1999年9月22日、ブロードウェイより再発売された[2]。
- DVDは未発売（2014年12月現在）。

## キャスト
- エイミー・ベス：サラ・ジェシカ・パーカー
- エイミー・ジョイ：ハヴィランド・モリス
- キップ：キアヌ・リーブス
- ジンクス：ジョアンナ・グリーソン